# Land van Rennes

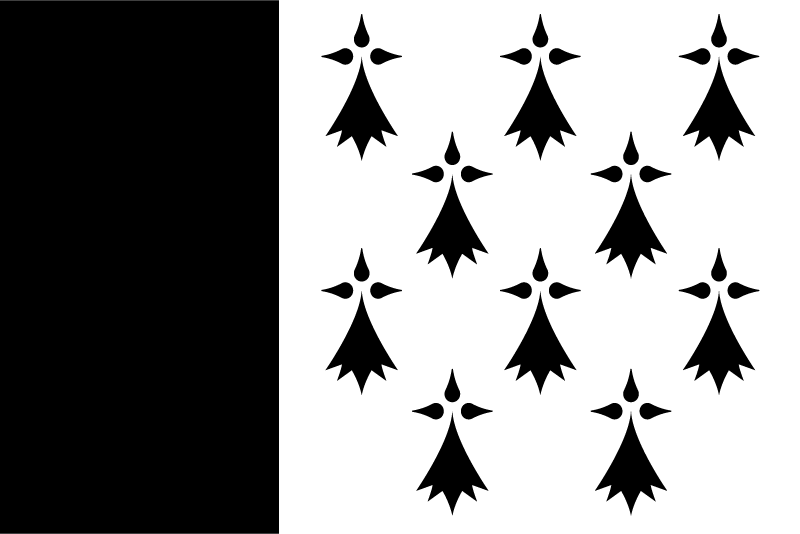
Vlag van Bro Roazhon

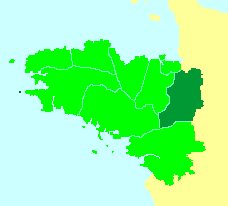
Ligging van Bro Roazhon

Het land van Rennes (Bretoens : Bro Roazhon, Frans : Pays Rennais) is een historische streek in Bretagne, met als centrum het bisdom van Rennes.
Tegenwoordig bestrijkt het Pays Rennais 211 gemeenten op bijna 4.000 km² en bijna 600.000 inwoners. Dat komt grotendeels overeen met het huidige departement Ille-et-Vilaine.